# Gerd Vonderach
Gerd Vonderach  (* 24. Juni 1941 in Celle) ist ein deutscher Soziologe.

## Leben
Nach dem Abitur 1960 am Hermann-Billung-Gymnasium (naturwiss. Zweig) in Celle studierte er an der Universität Göttingen von 1960 bis 1962 Geschichte und Germanistik und von 1962 bis 1966 Sozialwissenschaften (Politikwissenschaft, Sozialpolitik, Verfassungsgeschichte, Volkswirtschaftslehre, Arbeitsrecht). Nach der Promotion 1971 (Dr. disc. pol.) an der Universität Göttingen (Soziologie, Politikwiss., Sozialpolitik) war er von 1972 bis 1974 Professor (H3) für Industriesoziologie an der Universität Bremen. Von 1974 bis 2004 war er Professor (C4) für Soziologie mit dem Schwerpunkt Arbeitssoziologie an der Universität Oldenburg.

## Schriften (Auswahl)
- Industriearbeit und Lehrerausbildung. Eine empirische Untersuchung zur politischen Bewußtseinsbildung künftiger Lehrer. Stuttgart 1972, ISBN 3-432-01800-2.
- Engagiert im ländlichen Naturschutz. Münster 2005, ISBN 3-8258-8621-2.
- Pioniere und Ideengeber sozialwissenschaftlicher Erkenntnisse. Lorenz von Stein, Georg Friedrich Knapp, Ignaz Jastrow, Wilhelm Schapp, Herbert Kötter, Marie Jahoda und Rolf Peter Sieferle. Düren 2021, ISBN 3-8440-7945-9.
- Erkundung unterschiedlicher Lebenswelten. Ausgewählte Aufsätze von 1980 bis 2022. Düren 2022, ISBN 3-8440-8787-7.